# 阿莱克斯
阿莱克斯（法語：Allex，法語發音：[alɛks]）是法国德龙省的一个市镇，属于迪镇区。

## 地理
阿莱克斯（44°45'50"N, 4°55'0"E）面积20.17 平方千米，位于法国奥弗涅-罗讷-阿尔卑斯大区德龙省，该省份为法国东南部内陆省份，北起顺时针与伊泽尔省、上阿尔卑斯省、上普罗旺斯阿尔卑斯省、沃克吕兹省和阿尔代什省接壤。
与阿莱克斯接壤的市镇（或旧市镇、城区）包括：昂博尼勒、罗讷河畔埃图瓦勒、厄尔、格拉讷、德龙河畔利夫龙、蒙图瓦松、于皮。
阿莱克斯的时区为UTC+01:00、UTC+02:00（夏令时）。

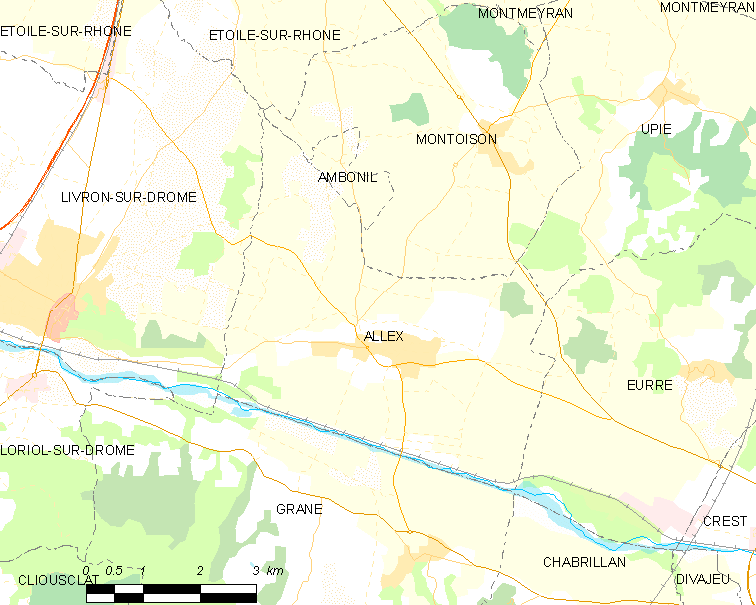
阿莱克斯的OSM定位图

## 行政
阿莱克斯的邮政编码为26400，INSEE市镇编码为26006。

## 政治
阿莱克斯所属的省级选区为德龙河畔洛里奥勒县。

## 人口

1962-2008年间阿莱克斯人口变化图示

阿莱克斯于2022年1月1日时的人口数量为2633人。